# ISHELL
iSHELLとは、ハワイ・マウナケア天文台群の赤外線望遠鏡施設 (IRTF) の赤外線望遠鏡（口径3.0m）で使用されている天体観測用の赤外線分光器である。
iSHELLは1990年代からIRTFで使用されていたCSHELL分光器を置き換えるために開発され、2016年9月にファーストライトを迎えた。開発と製造はIRTFを運用するハワイ大学の手による。

## 解説
iSHELLはエシェル回折格子によって主たる分散を得るエシェル分光器で、観測波長帯に関わらず最大で波長分解能R=約75,000という高い分散を持つ。波長カバー範囲は1.05ー5.3マイクロメートルで、近赤外線の全域と中赤外線の一部をカバーする。この範囲は異なる観測設定で得られるカバー範囲を継ぎ足した値で、一回の観測で得られるカバー範囲はこれよりも狭くなる。波長カバー範囲は、回転機構に載せたクロス分散回折格子を物理的に旋回させることで変更する。クロス分散素子の配置は離散的に設定された17種類の位置から選択できるほか、ユーザーの要望で配置をカスタマイズすることもできる。iSHELLはクロス分散格子の配置の他にも入射スリットの幅・長さを柔軟に変更できるように設計されており、観測目的に合わせて波長カバー範囲・波長分解能・スループットを設定できる。
iSHELLは光ファイバーを使用せず望遠鏡のカセグレン焦点に直接取り付けた状態で使用される装置である。このため装置全体をコンパクトに纏める必要があった。iSHELLのコンパクト化の鍵となったのはエシェル回折格子にシリコン浸漬型回折格子を使用したことである。これはケイ素製の回折格子の背面から光束を入射させ、回折面に素子の内側から光束が到達・反射し、ケイ素の内部で回折が起きるようにした回折格子で、高屈折率材料であるケイ素（可視光では不透明だが赤外線に対しては高い透過率・屈折率を持つ光学材料である）の内部で回折を起こさせることによって、一定の波長分解能を得るために必要な回折格子やコリメート光束のサイズを従来型のエシェル回折格子の数分の一に縮めることができるというものである。この回折格子はテキサス大学により開発・製造された。
iSHELLの波長較正システムは観測対象の光をメタン同位体置換体」13CH4蒸気セルを通過させて吸収線を付与し、その吸収線を波長基準に用いる方式を用いている。
iSHELLは視線速度の測定を主目的に設計された装置ではないが、高い波長分解能と赤外側に広い波長カバー範囲は視線速度法による赤色矮星の惑星系の観測に適した特性である。2019年に開発された新しいデータ処理パイプラインを使用すれば、iSHELLの電磁スペクトルからグルームブリッジ34Aのような赤色矮星（M2型）のケースで3m/s、はくちょう座61番星Aのような晩期K型主系列星のケースで5m/sの精度で視線速度の測定値が得られるとされている。